# Encarnación Gil Valls
Encarnación Gil Valls (Onteniente, 27 de janeiro de 1888 — L'Olleria, 24 de setembro de 1936) foi uma mártir católica, morta durante a Guerra Civil Espanhola. "Foi considerada extremamente perigosa pelas autoridades anti-religiosas", pois cuidava de várias crianças e incutia-lhes valores religiosos, sendo martirizada por isso. 